# Тали — Ихантала 1944
«Тали — Ихантала 1944» (фин. Tali-Ihantala 1944) — финский драматический военный фильм 2007 года, основанный на реальных событиях. Последний фильм режиссёра Оке Линдмана.

## Сюжет
Июнь 1944 года. Полным ходом идёт Советско-финская война. Красная армия прорывает финскую оборону на Карельском перешейке и продвигается вглубь страны. Здесь, в районе Выборга, финны совместно с немцами и шведскими добровольцами должны остановить превосходящую по численности советскую армию. Это событие войдёт в историю как Сражение при Тали — Ихантала и станет одной из крупнейших битв в истории скандинавских стран.

## В ролях
| Актёр                 | Роль                               |
| --------------------- | ---------------------------------- |
| Аско Саркола          | маршал Карл Густав Эмиль Манергейм |
| Кари Кетонен          | майор Ээро Леппанен                |
| Илкка Вилли           | капрал Олли Тапонен                |
| Пиркка-Пекка Петелиус | генерал-лейтенант Аксель Айро      |
| Йохан Халльстрём      | младший лейтенант Торбьорнссон     |